# The Year of the Everlasting Storm
The Year of the Everlasting Storm es una película de antología estadounidense 2021 dirigida por Jafar Panahi, Anthony Chen, Malik Vitthal, Laura Poitras, Dominga Sotomayor, David Lowery y Apichatpong Weerasethakul.
La película tuvo su estreno mundial en el Festival de Cine de Cannes el 14 de julio de 2021. Fue estrenada el 3 de septiembre de 2021 por Neon.

## Sinopsis
| Segmento          | País      | Director                  | Escritor                  | Descripción | Temas/de actores                                                      |
| ----------------- | --------- | ------------------------- | ------------------------- | --- | --------------------------------------------------------------------- |
| Life              | Irán      | Jafar Panahi              | Jafar Panahi              | Un documental sobre los primeros años de la familia de Panahi durante la cuarentena.                                                               | Jafar Panahi, Tahereh Saidi Balsini                                   |
| The Break Away    | China     | Anthony Chen              | Anthony Chen              | Una joven pareja casada lucha por cuidar a su hijo durante el encierro.                                                                            | Zhou Dongyu, Zhang Yu                                                 |
| Little Measures   | EE. UU.   | Malik Vitthal             | Malik Vitthal             | Un documental sobre Bobby Yay Yay Jones y su intento de reunirse con sus tres hijos, cada uno en hogares de acogida separados.                     | Bobby Yay Yay Jones, Yay'Veontay Jones, Bobby Levi Jones, Imani Jones |
| Sin Titulo, 2020  | Chile     | Dominga Sotomayor         | Dominga Sotomayor         | Una mujer y su hija mayor intentan romper la cuarentena para poder ver a sus otras hijas recién nacidas.                                           | Francisca Castillo, Rosa García-Huidobro                              |
| Dig Up My Darling | EE. UU.   | David Lowery              | David Lowery              | Una mujer encuentra una caja de cartas en una unidad de almacenamiento y sigue sus instrucciones hasta una tumba sin nombre.                       | Catherine Machovsky                                                   |
| Terror Contagion  | EE. UU.   | Laura Poitras             | Laura Poitras             | Un documental sobre la investigación de Poitras y del grupo de periodistas de investigación Forensic Architecture sobre el software espía Pegasus. | Laura Poitras, Forensic Architecture                                  |
| Night Colonies    | Tailandia | Apichatpong Weerasethakul | Apichatpong Weerasethakul | Instalación filmada de una cama vacía en una habitación llena de insectos.                                                                         |                                                                       |

## Producción
En mayo de 2021, se anunció que Jafar Panahi, Anthony Chen, Malik Vitthal, Laura Poitras, Dominga Sotomayor, David Lowery y Apichatpong Weerasethakul habían dirigido una película de antología, con Neon produciendo y distribuyendo.

## Lanzamiento
La película tuvo su estreno mundial en el Festival de Cine de Cannes el 14 de julio de 2021. Fue estrenada el 3 de septiembre de 2021.

## Recepción
The Year of the Everlasting Storm tiene una calificación de aprobación del 89% en el sitio web del agregador de reseñas Rotten Tomatoes, basado en 18 reseñas, con un promedio ponderado de 7.40/10.
 